# Znak alfanumeryczny
Znak alfanumeryczny (ang. alphanumerical, alphanumeric character) – znak graficzny, glif, używany w technice cyfrowej, np. do zapisu kodów alfanumerycznych.
Standardowo wyróżnia się 36 znaków alfanumerycznych tj. cyfry arabskie oraz litery alfabetu łacińskiego (0-9 i A-Z lub a-z bez rozróżniania wielkości liter), lub 62 znaki (0-9, A-Z, a-z z rozróżnianiem wielkości liter). Niekiedy uwzględniane są jako znaki alfanumeryczne również znaki diakrytyczne.